# Карвово (Лобезький повіт)
Карвово (пол. Karwowo, нім. Karow) — село в Польщі, у гміні Лобез Лобезького повіту Західнопоморського воєводства.
Населення — 157 осіб (2011).
У 1975-1998 роках село належало до Щецинського воєводства.

## Демографія
Демографічна структура станом на 31 березня 2011 року:
|          | Загалом | Допрацездатний вік | Працездатний вік | Постпрацездатний вік |
| -------- | ------- | ------------------ | ---------------- | -------------------- |
| Чоловіки | 92      | 17                 | 70               | 5                    |
| Жінки    | 65      | 12                 | 38               | 15                   |
| Разом    | 157     | 29                 | 108              | 20                   |